# Mitchell Motors Company

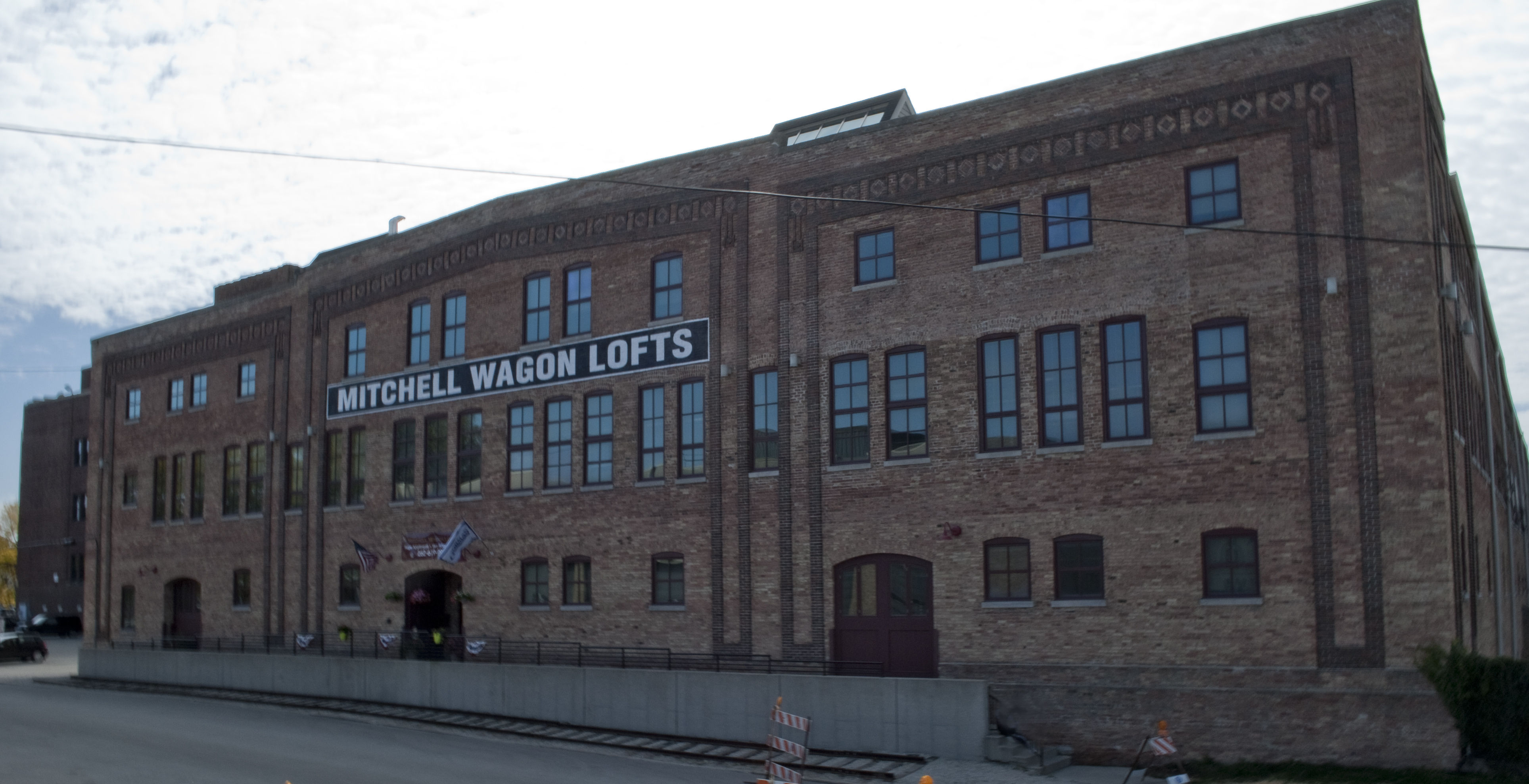
Gebäude

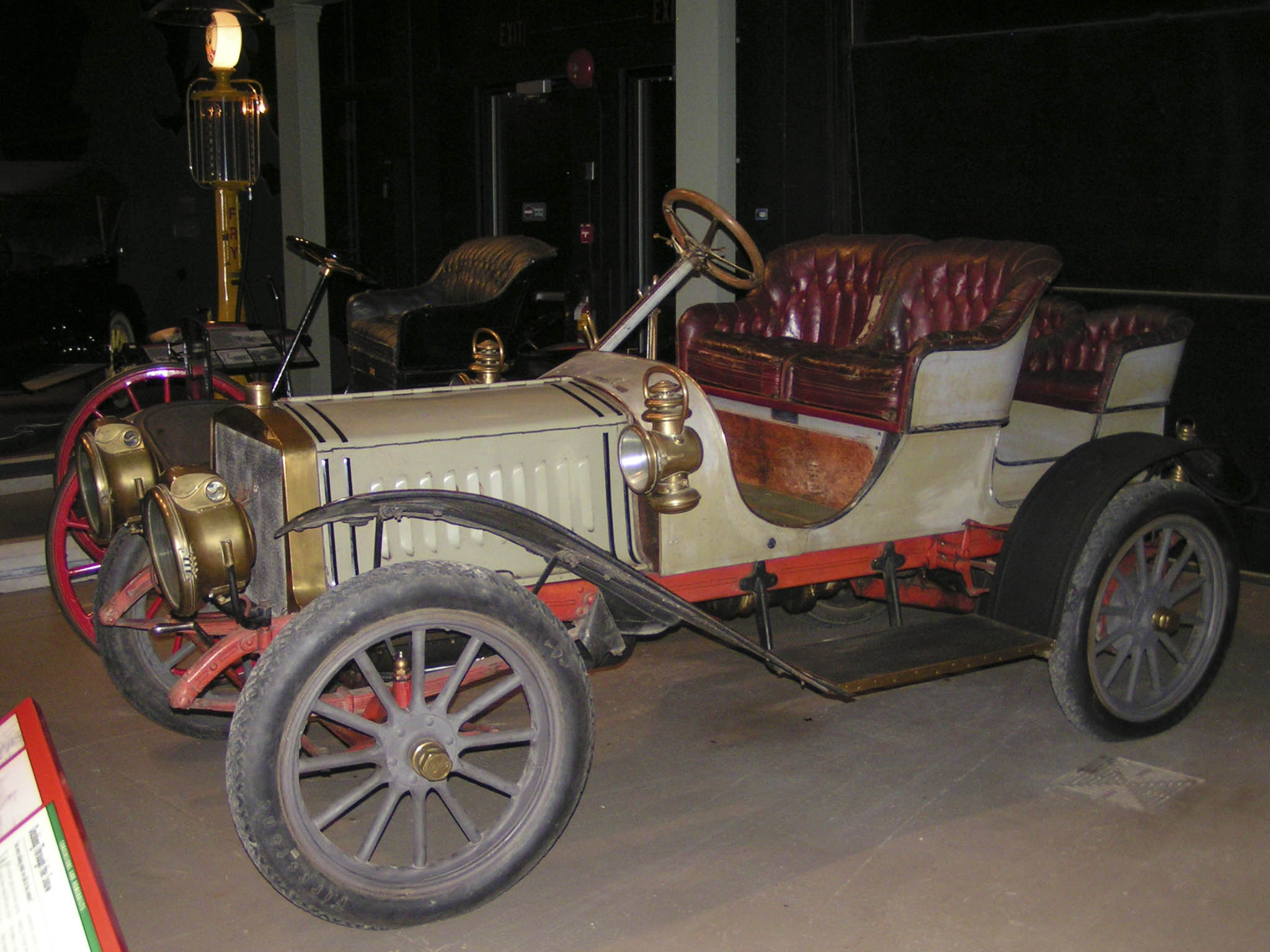
Mitchell Model G von 1908

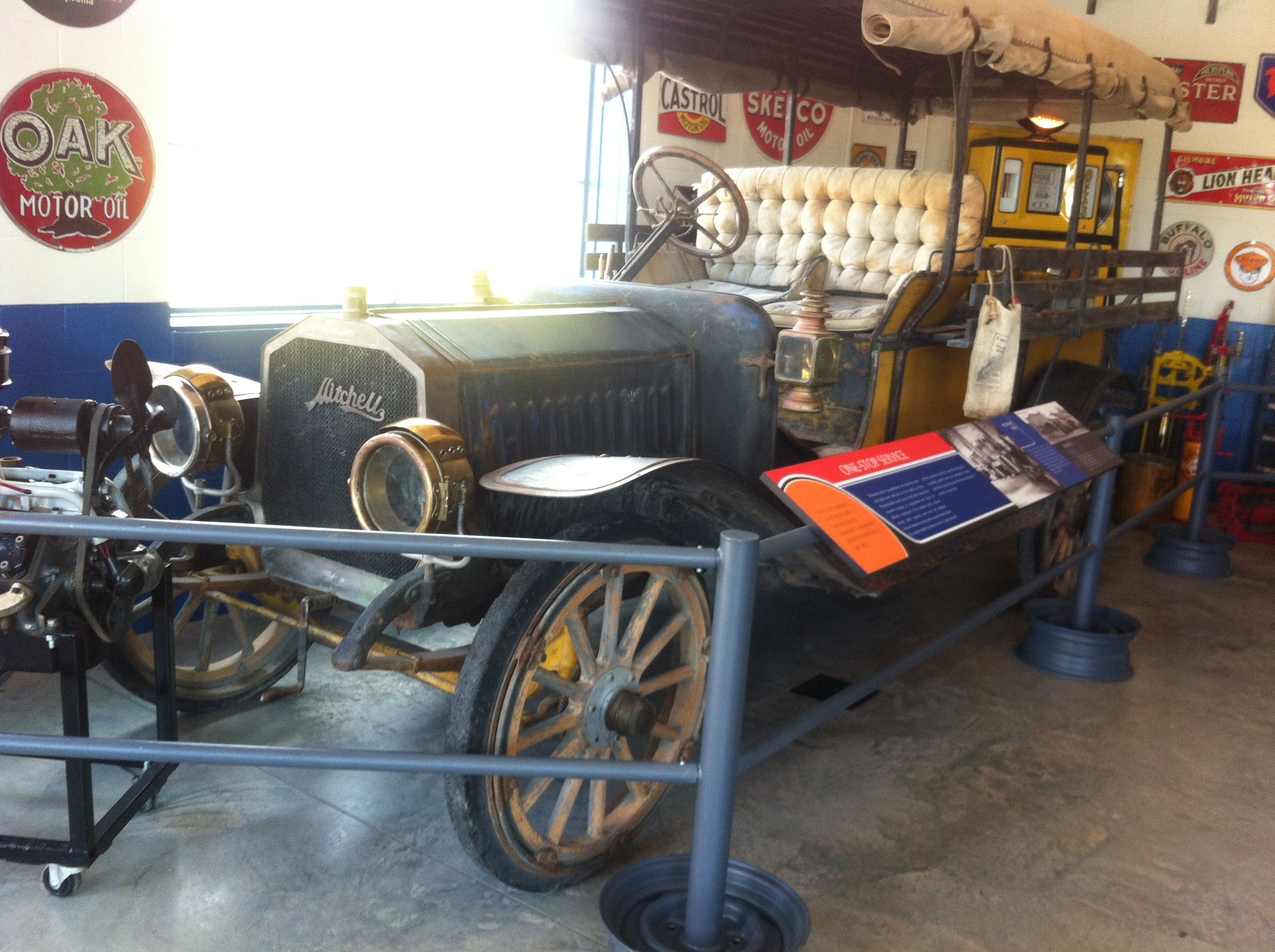
Mitchell von 1908

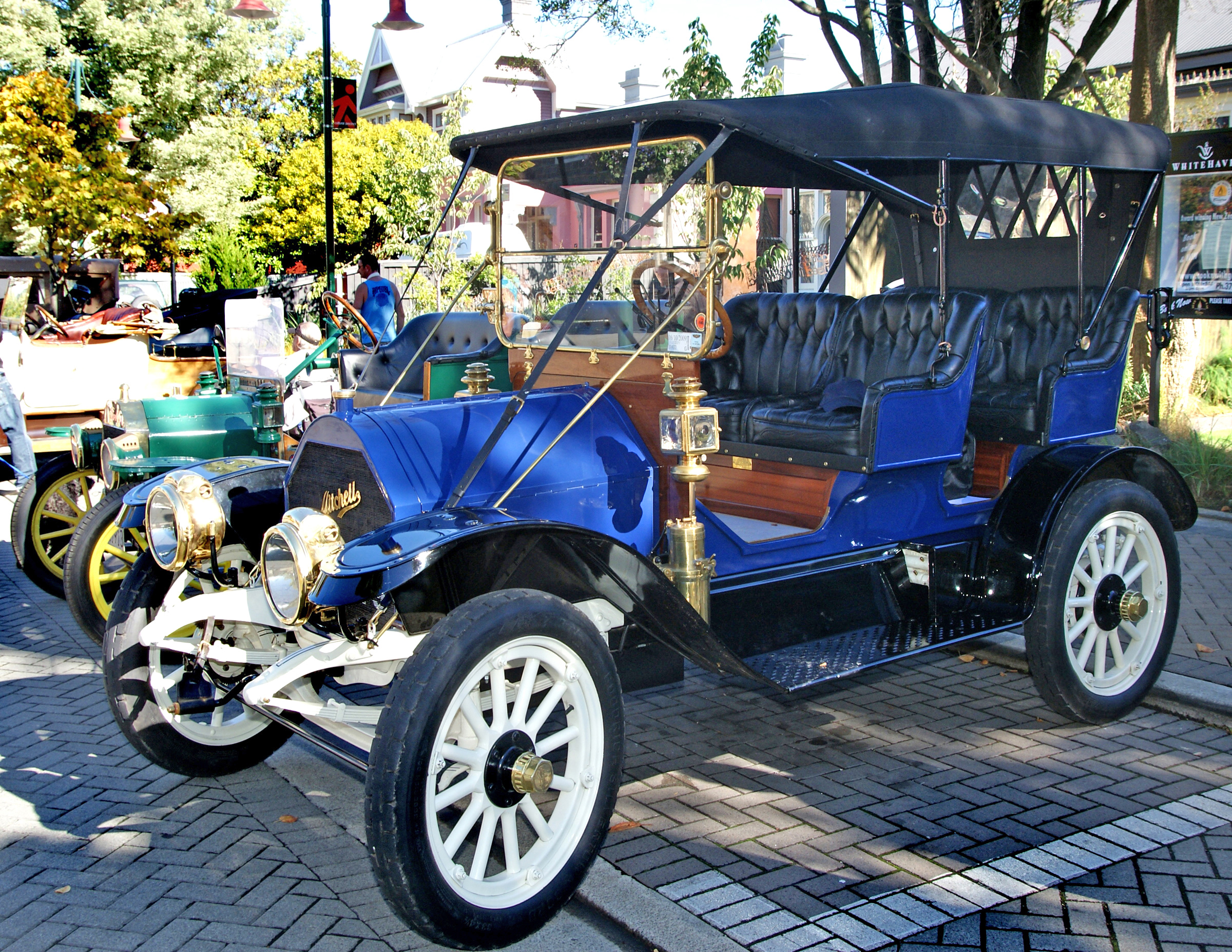
Mitchell von etwa 1910

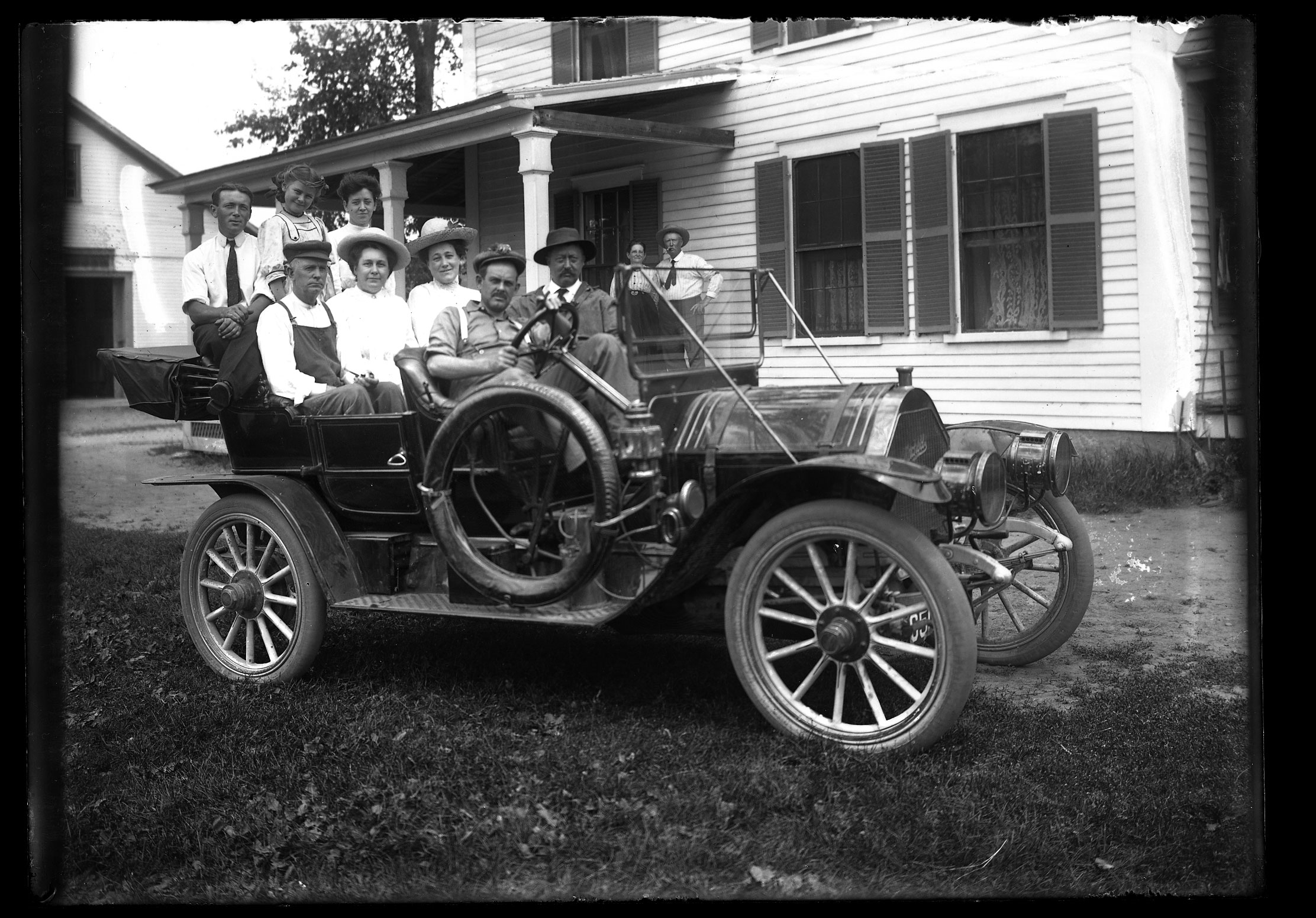
Mitchell von 1910

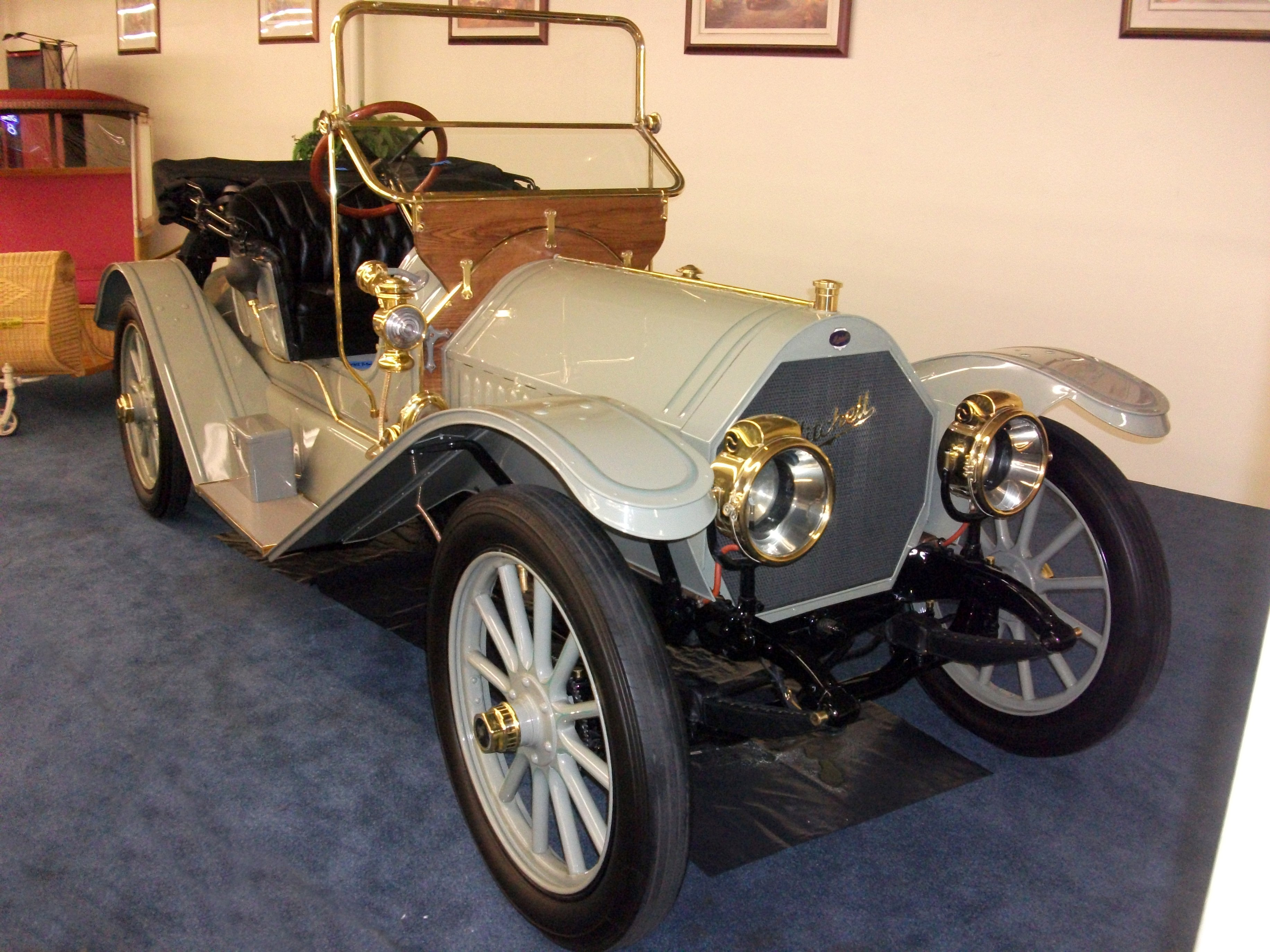
Mitchell von 1912, als Model 2-6 beschrieben

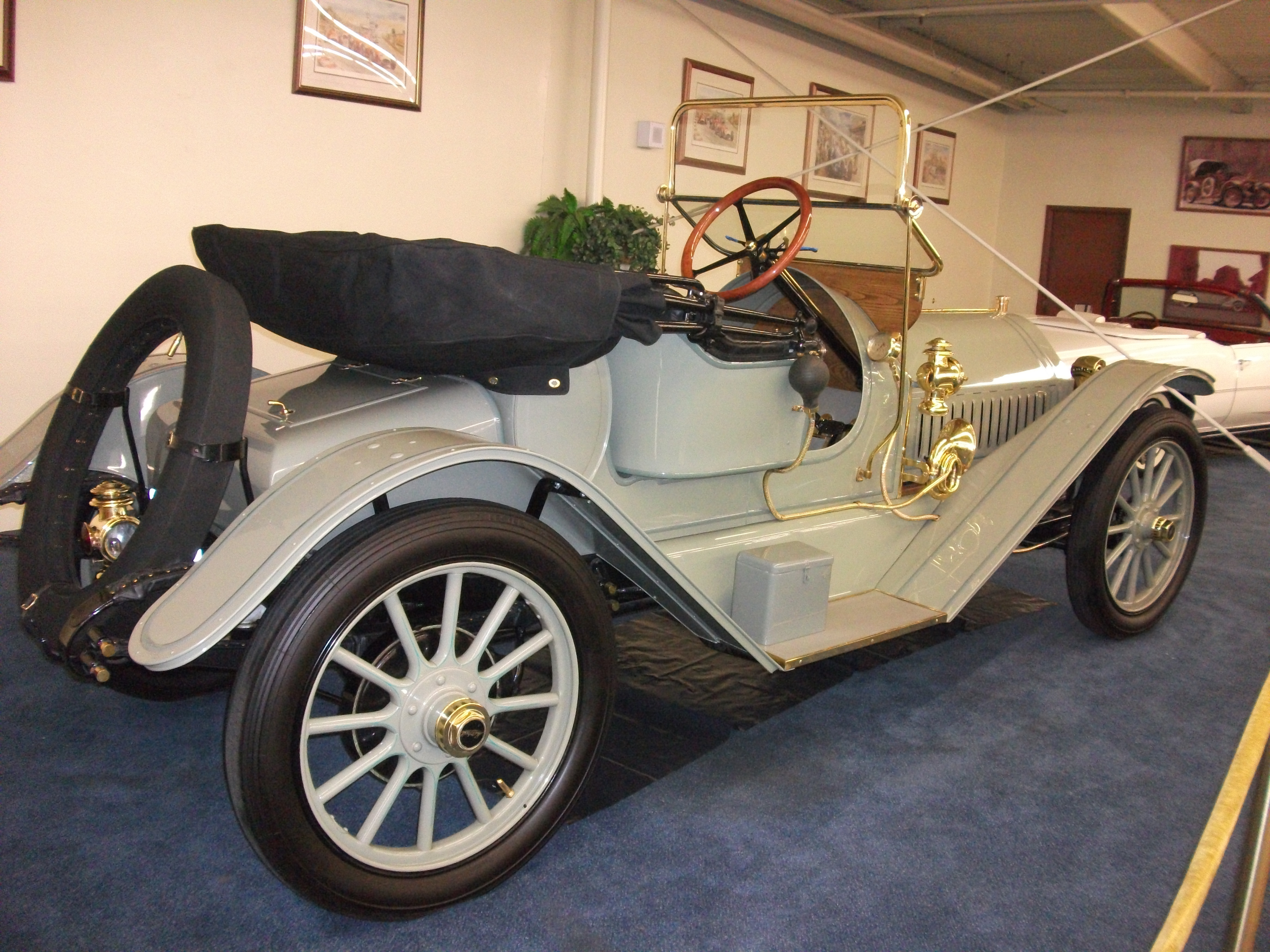
Heckansicht

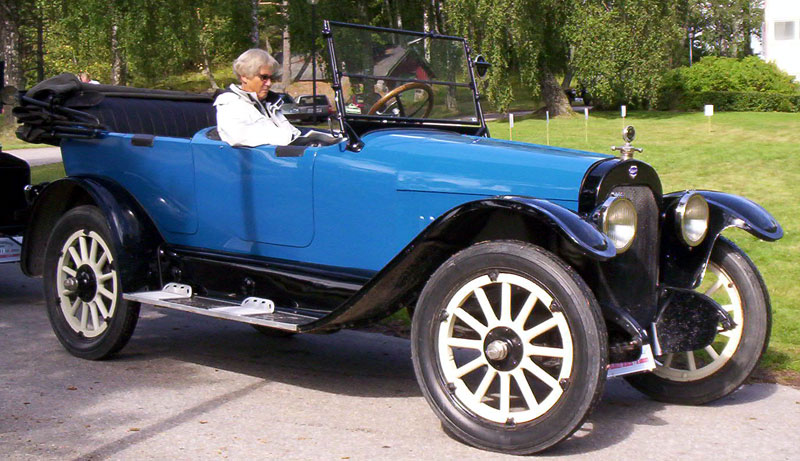
Mitchell von 1919, angeblich Model E-40

Mitchell Motors Company war ein US-amerikanischer Hersteller von Fahrzeugen.

## Unternehmensgeschichte
Die Ursprünge des Unternehmens liegen im Jahre 1837, als in Fort Dearborn bei Chicago die Mitchell Wagon Company gegründet wurde. Umzüge erfolgten 1845 nach Kenosha und 1857 nach Racine, beides in Wisconsin. Daraus wurde 1884 die Mitchell & Lewis Company bzw. die Mitchell & Lewis Wagon Company, nachdem William Turnor Lewis die Tochter von Henry Mitchell heiratete. In einer anderen Quelle wird die Heirat von William T. Lewis mit Mary Isabel Mitchell auf den 27. Oktober 1864 datiert. Eine Anzeige von 1898 bestätigt die Firmierung Mitchell & Lewis Co. Limited.
Eine andere Quelle stellt die Historie etwas anders dar. Demnach wurde Henry Mitchell 1810 in Schottland geboren, wanderte 1834 mit seiner Frau nach Chicago aus und stellte dort Kutschen her. Sein Partner war Joseph Quarles und die Firmierung lautete entweder Mitchell Wagon Works oder Mitchell & Quarles. 1838 verkaufte er sein Unternehmen, zog nach Kenosha und gründete dort ein neues. 1852 oder 1853 verkauften er und sein Partner auch dieses Unternehmen an Edward Bain, der es in The Bain Wagon Company umbenannte. 1854 oder 1855 zog er nach Racine und gründete ein weiteres Unternehmen. 1864 trat sein Schwiegersohn William Turnor Lewis ins Unternehmen ein, die damals H. Mitchell and Co. hieß. An anderer Stelle findet sich die Firmierung H. Mitchell & Co. 1884 wurde daraus die Mitchell, Lewis, and Co. bzw. Mitchell & Lewis Company Ltd.
1896 wurde Wisconsin Wheel Works als eigenständiges Unternehmen gegründet. Der Sitz war ebenfalls in Racine. Zunächst entstanden Fahrräder. Ab 1898, 1900 und 1901 wurden Motorräder hergestellt. Eine Anzeige von 1902 bestätigt die Firmierung. 1900 entstand ein erster Personenkraftwagen namens Howell nach einem Auftrag von L. A. Howell. 1902 begann die Entwicklung und 1903 die Vermarktung von Automobilen. Der Markenname lautete Mitchell. Im selben Jahr wurde die Fahrradproduktion an ein Unternehmen in Indiana abgestoßen. 1903 oder 1904 erfolgte die Umfirmierung in Mitchell Motor Car Company. Die Geschäfte liefen jahrelang gut mit Verkaufszahlen im vierstelligen Bereich ab 1907.
Zwischen 1905 und 1908 entstanden auch Lastkraftwagen und Omnibusse. Der erste Lkw war mit 0,75 Tonnen angegeben und spätere mit 1 Tonne und 1,5 Tonnen.
1910 waren 2800 Mitarbeiter beschäftigt. In dem Jahr zog sich William T. Lewis zurück. Sein Sohn William Mitchell Lewis wurde neuer Präsident. Die Firmierung änderte sich in Mitchell-Lewis Motor Company. Eine Quelle meint, es sei ein Zusammenschluss der Mitchell Car Company und der Mitchell & Lewis Company gewesen. Andere Quellen nennen die Vereinigung von Mitchell Wagon Company und Mitchell Motor Company bzw. Mitchell Wagon Company und Mitchell Motor Car Company.
1913 verließ William M. Lewis das Unternehmen und gründete die Lewis Motor Company in derselben Stadt. Neuer Präsident wurde Joseph Winterbottom Jr.
1916 erfolgte die nächste Umfirmierung in Mitchell Motors Company. Laut einer anderen Quelle verkaufte die Familie ihre Anteile an der Mitchell-Lewis Company an Investoren aus Chicago und New York sowie die Wagon Company und ihre Patente an John Deere. Im selben Jahr wurde der bisherige Verkaufsleiter Otis Friend neuer Präsident. Friend zog sich im Januar 1918 zurück und betrieb später die Friend Motors Corporation. D. C. Curland von General Electric leitete nun das Unternehmen.
In den 1920er Jahren wurde der Konkurrenzdruck zu groß. Mitte 1923 endete die Produktion. Im Juni 1923 folgte der Bankrott. Nash Motors übernahm im Februar 1924 die Fabrik und stellte dort den Ajax her.

## Fahrzeuge

### Motorräder
Sie hatten einen Einzylindermotor mit 345 cm³ Hubraum. Eine andere Quelle nennt einen Ottomotor mit 1,75 PS Leistung. 1902 war Mitchell Marktführer in den USA. Insgesamt wurden 600 Motorräder gefertigt.

### Personenkraftwagen
1903 gab es zwei Modelle. Beide hatten Einzylindermotoren. Im Model IV leistete er 7 PS und im Model VI 4 PS. Aufbauten waren jeweils Runabouts.
1904 standen ebenfalls zwei Modelle im Sortiment. Allerdings waren sie größer und stärker motorisiert als die Vorjahresmodelle. Das Model B-2 hatte einen Zweizylindermotor mit 7 PS Leistung. Das Fahrgestell hatte 183 cm Radstand. Es war als Runabout mit zwei Sitzen karosseriert. Das Model B-4 hatte einen Vierzylindermotor mit 16 PS Leistung sowie 229 cm Radstand. Der offene Tourenwagen bot Platz für fünf Personen.
1905 erhielt das kleinere Modell einen Radstand von 193 cm. Beim größeren Modell war der Motor nun mit 18/20 PS angegeben und der Aufbau als leichter Tourenwagen mit fünf Sitzen.
1906 wurde beim kleineren Modell die Motorleistung auf 9/10 PS angehoben. Beim größeren Modell entfiel der Zusatz leicht beim Aufbau. Dazwischen war das neue Model C-4 platziert. Es hatte einen Vierzylindermotor, 14/18 PS Leistung, 218 cm Radstand und einen Aufbau als zweisitziger Runabout. Spitzenmodell wurde das Model D-4. Sein Vierzylindermotor war mit 24/30 PS angegeben. Der Radstand betrug genau 100 Zoll, entsprechend 254 cm. Der Tourenwagen war fünfsitzig.
1907 entfiel das Zweizylindermodell. Somit hatten für ein paar Jahre alle Fahrzeuge einen Vierzylindermotor. Im Model D war er mit 24/30 PS angegeben. Der Radstand von 254 cm ermöglichte einen Aufbau als fünfsitzigen Tourenwagen. Das Model E war kleiner. Ein 20-PS-Motor trieb die Fahrzeuge an. Der Radstand betrug 229 cm. Einzige Karosseriebauform war ein zweisitziger Runabout. Das Model F hatte einen Motor mit 35 PS Leistung, einen Radstand von 274 cm und war als siebensitziger Tourenwagen karosseriert.
1908 waren Model G und Model H Runabouts mit einem 20-PS-Motor und 234 cm Radstand. Das Model I entsprach dem Model F des Vorjahres, allerdings mit 284 cm Radstand.
1909 hatte das Model J einen Motor mit 20 PS Leistung, einen Radstand von 234 cm und einen Aufbau als zweisitziger Runabout. Model K war ein fünfsitziger Tourenwagen mit 30-PS-Motor und 267 cm Radstand. Darüber rangierte das Model L. Sein Motor leistete 40 PS. Der Radstand betrug 297 cm. Zur Wahl standen Tourenwagen mit sieben Sitzen und eine Limousine mit fünf Sitzen.
1910 war das Model R das kleinste und schwächste Fahrzeug im Angebot. Der Motor leistete 30 PS. Der Radstand maß 254 cm. Aufbauten waren Runabouts mit zwei und drei Sitzen sowie ein Runabout-Surrey. Das Model T hatte den gleichen Motor, aber 284 cm Radstand und eine Tourenwagenkarosserie für vier oder fünf Personen. Das neue Model S hatte erstmals einen Sechszylindermotor mit 50 PS Leistung. Der Radstand von 330 cm ermöglichte Aufbauten mit fünf und sieben Sitzen als Tourenwagen.
1911 änderte sich nichts.
1912 änderten sich die Bezeichnungen der einzelnen Modelle. Offensichtlich gab die erste Zahl die Anzahl der Sitze und die zweite Zahl die Anzahl der Zylinder an. Model 2-4 als zweisitziger Roadster und Model 4-4 als viersitziger Tourenwagen hatten jeweils einen 25-PS-Vierzylindermotor und 254 cm Radstand. Das Model 5-4 hatte einen Motor mit 30 PS Leistung und 284 cm Radstand. Es war sowohl als Tourenwagen mit fünf Sitzen als auch als Limousine erhältlich. Darüber gab es zwei Sechszylindermodelle. Im Model 5-6 Baby Six leistete der Motor 34 PS. Der Radstand maß 318 cm. Zur Wahl standen ein Tourenwagen mit fünf Sitzen und ein Roadster. Spitzenmodell war das Model 7-6. Die Motorleistung war mit 48 PS angegeben. Auf ein Fahrgestell mit 343 cm Radstand wurde eine fünfsitzige Tourenwagenkarosserie montiert.
1913 entfielen die beiden erstgenannten Modelle. Beim Model 5-4 wurde der Radstand auf 305 cm verlängert und die Limousine durch einen zweisitzigen Roadster ersetzt. Beim Model 5-6 wurde auf den Zusatz Baby Six verzichtet. Der Motor war nun mit 38,4 PS angegeben. Der Radstand maß 335 cm. Erhältlich waren ein fünfsitziger Tourenwagen und ein zweisitziger Roadster. Beim Model 7-6 wurde der Radstand auf 366 cm verlängert und der Motor mit 43,8 PS angegeben.
1914 wurden neue Bezeichnungen eingeführt. Der Four hatte einen Vierzylindermotor mit 28,9 PS, einen Radstand von 305 cm und Aufbauten als vier-, fünf- und siebensitzige Tourenwagen sowie als zweisitziger Roadster. Der Little Six war das Sechszylindermodell mit dem kürzeren Radstand von 335 cm. Die zur Wahl stehenden Aufbauten entsprachen dem Vierzylindermodell. Der Big Six hatte den gleichen Motor mit 43,8 PS und war nur als siebensitziger Tourenwagen erhältlich.
1915 war das letzte Jahr für ein Vierzylindermodell. Der Light Four hatte einen 26-PS-Motor und einen Radstand von 295 cm. Im Angebot standen fünf- und sechssitzige Tourenwagen und ein zweisitziger Roadster. Light Six mit einem 38,4-PS-Motor und 325 cm Radstand sowie Special Six mit einem 43,3-PS-Motor und 335 cm Radstand hatten die gleichen Karosseriebauformen. Darüber rangierte der Deluxe Six. Auch er hatte den 43,3-PS-Motor, aber 366 cm Radstand und war als siebensitziger Tourenwagen karosseriert.
1916 erschien The Six of ’16 mit 318 cm Radstand. Bereits im April 1916 wurde er durch den Mid-Year Six mit 323 cm Radstand ersetzt. Der Motor war mit 29,4 PS angegeben. Die Tourenwagen boten wahlweise fünf oder sieben Personen Platz. Außerdem gab es einen Roadster mit drei Sitzen. Zusätzlich wurde mit dem Eight erstmals ein Fahrzeug mit einem Achtzylindermotor angeboten. Der Motor war mit 29 PS eingestuft. Radstand und Aufbauten entsprachen dem Sechszylindermodell. Dies war das einzige Jahr für das Achtzylindermodell. Alle folgenden Fahrzeuge hatten ausschließlich Sechszylindermotoren.
1917 erhielten die Fahrzeuge erneut andere Bezeichnungen. Das Model C-42 hatte den stärkeren Motor mit 29,4 PS. Der Radstand betrug 323 cm. Genannt sind Tourenwagen mit fünf und sieben Sitzen, Cabriolet und Coupé mit jeweils vier Sitzen sowie zwei verschiedene Limousinen mit sieben Sitzen. Das Model D-40 Junior hatte einen Motor, der mit 25,35 PS eingestuft war. Der Radstand von 305 cm ermöglichte Aufbauten als fünfsitziger Tourenwagen und zweisitziger Roadster.
1918 änderten sich weder Motorangaben noch Radstand. Das Model C-7-42 stand als Tourenwagen mit fünf und sieben Sitzen, Speedster mit vier Sitzen, Roadster mit drei Sitzen, Club Roadster mit fünf Sitzen, Cabriolet und Coupé mit jeweils vier Sitzen, Club Limousine mit fünf Sitzen sowie als Touren-Limousine, Limousine und Town Car mit jeweils sieben Sitzen im Angebot. Das Model D-5-40 war als fünfsitziger Tourenwagen, zweisitziger Roadster, fünfsitziger Club Roadster, dreisitziges Coupé und fünfsitzige Touren-Limousine erhältlich.
1919 gab es nur Änderungen bei den Karosserien. Für das Model C-7-42 sind Tourenwagen mit fünf und sieben Sitzen, Club Roadster mit fünf Sitzen, Surrey und Cabriolet und Coupé mit vier Sitzen, Touren-Limousine mit sieben Sitzen, zwei verschiedene Limousinen mit sieben Sitzen sowie ein Town Car mit sieben Sitzen überliefert. Das Model D-5-40 war nur als fünfsitziger Tourenwagen, dreisitziger Roadster und ebenfalls dreisitziges Coupé erhältlich.
1920 wurde der Kühlergrill leicht schräg montiert. Der Rest der Karosserie blieb altmodisch mit senkrechten Linien. Das Aussehen wird als unharmonisch beschrieben. Der Spitzname lautete drunken Mitchell. Das einzige Modell dieses Jahres war das Model E-40. Der Motor war mit 40 PS angegeben. Der Radstand betrug 305 cm. Zur Wahl standen Roadster mit drei Sitzen, Tourenwagen mit fünf und sieben Sitzen, Limousine mit fünf Sitzen und Coupé mit vier Sitzen.
1921 wurde daraus das Model F-40. Die Karosserielinien wurden überarbeitet. Der Siebensitzer entfiel. Darüber rangierte das neue Model F-42. Der Motor war mit 48 PS angegeben. Der Radstand maß 323 cm. Überliefert sind ein siebensitziger Tourenwagen und ein viersitziger Special.
1922 stand mit dem Model F-50 nur ein Modell im Sortiment. Der Motor war nun mit 50 PS angegeben. Das Fahrgestell hatte 305 cm Radstand. Aufbauten waren Tourenwagen mit fünf und sieben Sitzen, Roadster mit drei Sitzen, ein Sport mit vier Sitzen, Coupé mit vier Sitzen und eine Limousine mit fünf Sitzen.
1923 änderten sich nur die Aufbauten. Phaeton mit fünf und sieben Sitzen lösten die Tourenwagen ab. Sie waren jeweils als Standard und Deluxe erhältlich. Daneben gab es einen Deluxe Roadster mit drei Sitzen und einen Deluxe Sport mit vier Sitzen.

## Modellübersicht
| Jahr | Modell             | Zylinder | Leistung (PS) | Radstand (cm) | Aufbau |
| ---- | ------------------ | -------- | ------------- | ------------- | --- |
| 1903 | Model IV           | 1        | 7             |               | Runabout |
| 1903 | Model VI           | 1        | 4             |               | Runabout |
| 1904 | Model B-2          | 2        | 7             | 183           | Runabout 2-sitzig |
| 1904 | Model B-4          | 4        | 16            | 229           | Tourenwagen 5-sitzig |
| 1905 | Model B-2          | 2        | 7             | 193           | Runabout 2-sitzig |
| 1905 | Model B-4          | 4        | 18/20         | 229           | Leichter Tourenwagen 5-sitzig |
| 1906 | Model B-2          | 2        | 9/10          | 193           | Runabout 2-sitzig |
| 1906 | Model B-4          | 4        | 18/20         | 229           | Tourenwagen 5-sitzig |
| 1906 | Model C-4          | 4        | 14/18         | 218           | Runabout 2-sitzig |
| 1906 | Model D-4          | 4        | 24/30         | 254           | Tourenwagen 5-sitzig |
| 1907 | Model D            | 4        | 24/30         | 254           | Tourenwagen 5-sitzig |
| 1907 | Model E            | 4        | 20            | 229           | Runabout 2-sitzig |
| 1907 | Model F            | 4        | 35            | 274           | Tourenwagen 7-sitzig |
| 1908 | Model G            | 4        | 20            | 234           | Runabout |
| 1908 | Model H            | 4        | 20            | 234           | Runabout |
| 1908 | Model I            | 4        | 35            | 284           | Tourenwagen 7-sitzig |
| 1909 | Model J            | 4        | 20            | 234           | Runabout 2-sitzig |
| 1909 | Model K            | 4        | 30            | 267           | Tourenwagen 5-sitzig |
| 1909 | Model L            | 4        | 40            | 297           | Tourenwagen 7-sitzig, Limousine 5-sitzig |
| 1910 | Model R            | 4        | 30            | 254           | Runabout 2-sitzig und 3-sitzig, Runabout Surrey |
| 1910 | Model S            | 6        | 50            | 330           | Tourenwagen 5-sitzig und 7-sitzig |
| 1910 | Model T            | 4        | 30            | 284           | Tourenwagen 4-sitzig und 5-sitzig |
| 1911 | Model R            | 4        | 30            | 254           | Runabout 2-sitzig und 3-sitzig, Runabout Surrey |
| 1911 | Model S            | 6        | 50            | 330           | Tourenwagen 5-sitzig und 7-sitzig |
| 1911 | Model T            | 4        | 30            | 284           | Tourenwagen 4-sitzig und 5-sitzig |
| 1912 | Model 2-4          | 4        | 25            | 254           | Roadster 2-sitzig |
| 1912 | Model 4-4          | 4        | 25            | 254           | Tourenwagen 4-sitzig |
| 1912 | Model 5-4          | 4        | 30            | 284           | Tourenwagen 5-sitzig, Limousine |
| 1912 | Model 5-6 Baby Six | 6        | 34            | 318           | Tourenwagen 5-sitzig, Roadster |
| 1912 | Model 7-6          | 6        | 48            | 343           | Tourenwagen 7-sitzig |
| 1913 | Model 5-4          | 4        | 30            | 305           | Tourenwagen 5-sitzig, Roadster 2-sitzig |
| 1913 | Model 5-6          | 6        | 38,4          | 335           | Tourenwagen 5-sitzig, Roadster 2-sitzig |
| 1913 | Model 7-6          | 6        | 43,8          | 366           | Tourenwagen 7-sitzig |
| 1914 | Four               | 4        | 28,9          | 305           | Tourenwagen 4-sitzig und 5-sitzig und 7-sitzig, Roadster 2-sitzig |
| 1914 | Little Six         | 6        | 43,8          | 335           | Tourenwagen 4-sitzig und 5-sitzig und 7-sitzig, Roadster 2-sitzig |
| 1914 | Big Six            | 6        | 43,8          | 366           | Tourenwagen 7-sitzig |
| 1915 | Light Four         | 4        | 26            | 295           | Tourenwagen 5-sitzig und 6-sitzig, Roadster 2-sitzig |
| 1915 | Light Six          | 6        | 38,4          | 325           | Tourenwagen 5-sitzig und 6-sitzig, Roadster 2-sitzig |
| 1915 | Special Six        | 6        | 43,3          | 335           | Tourenwagen 5-sitzig und 6-sitzig, Roadster 2-sitzig |
| 1915 | Deluxe Six         | 6        | 43,3          | 366           | Tourenwagen 7-sitzig |
| 1916 | The Six of ’16     | 6        | 29,4          | 318           | Tourenwagen 5-sitzig und 7-sitzig, Roadster 3-sitzig |
| 1916 | Mid-Year Six       | 6        | 29,4          | 323           | Tourenwagen 5-sitzig und 7-sitzig, Roadster 3-sitzig |
| 1916 | Eight              | 8        | 29            | 318           | Tourenwagen 5-sitzig und 7-sitzig, Roadster 3-sitzig |
| 1917 | Model C-42         | 6        | 29,4          | 323           | Tourenwagen 5-sitzig und 7-sitzig, Cabriolet 4-sitzig, Coupé 4-sitzig, Limousine 7-sitzig |
| 1917 | Model D-40 Junior  | 6        | 25,35         | 305           | Tourenwagen 5-sitzig, Roadster 2-sitzig |
| 1918 | Model C-7-42       | 6        | 29,4          | 323           | Tourenwagen 5-sitzig und 7-sitzig, Speedster 4-sitzig, Roadster 3-sitzig, Club Roadster 5-sitzig, Cabriolet 4-sitzig, Coupé 4-sitzig, Club Limousine 5-sitzig, Touren-Limousine 7-sitzig, Limousine 7-sitzig, Town Car 7-sitzig |
| 1918 | Model D-5-40       | 6        | 25,35         | 305           | Tourenwagen 5-sitzig, Roadster 2-sitzig, Club Roadster 5-sitzig, Coupé 3-sitzig, Touren-Limousine 5-sitzig |
| 1919 | Model C-7-42       | 6        | 29,4          | 323           | Tourenwagen 5-sitzig und 7-sitzig, Club Roadster 5-sitzig, Surrey 4-sitzig, Cabriolet 4-sitzig, Coupé 4-sitzig, Touren-Limousine 7-sitzig, Limousine 7-sitzig, Town Car 7-sitzig                                                |
| 1919 | Model D-5-40       | 6        | 25,35         | 305           | Tourenwagen 5-sitzig, Roadster 3-sitzig, Coupé 3-sitzig |
| 1920 | Model E-40         | 6        | 40            | 305           | Roadster 3-sitzig, Tourenwagen 5-sitzig und 7-sitzig, Limousine 5-sitzig, Coupé 4-sitzig |
| 1921 | Model F-40         | 6        | 40            | 305           | Tourenwagen 5-sitzig, Roadster 3-sitzig, Coupé 4-sitzig, Limousine 5-sitzig |
| 1921 | Model F-42         | 6        | 48            | 323           | Tourenwagen 7-sitzig, Special 4-sitzig |
| 1922 | Model F-50         | 6        | 50            | 305           | Tourenwagen 5-sitzig und 7-sitzig, Roadster 3-sitzig, Sport 4-sitzig, Coupé 4-sitzig, Limousine 5-sitzig |
| 1923 | Model F-50         | 6        | 50            | 305           | Standard Phaeton 5-sitzig und 7-sitzig, Deluxe Phaeton 5-sitzig und 7-sitzig, Deluxe Roadster 3-sitzig, Deluxe Sport 4-sitzig                                                                                                   |

## Pkw-Produktionszahlen
Insgesamt entstanden fast 87.000 Personenkraftwagen, wie der nachfolgenden Tabelle zu entnehmen ist.
| Jahr  | Produktionszahl |
| ----- | --------------- |
| 1903  | 50              |
| 1904  | 82              |
| 1905  | 315             |
| 1906  | 666             |
| 1907  | 1.377           |
| 1908  | 2.166           |
| 1909  | 2.946           |
| 1910  | 5.614           |
| 1911  | 5.813           |
| 1912  | 6.316           |
| 1913  | 3.813           |
| 1914  | 2.253           |
| 1915  | 6.230           |
| 1916  | 7.680           |
| 1917  | 10.938          |
| 1918  | 9.218           |
| 1919  | 10.873          |
| 1920  | 3.183           |
| 1921  | 4.430           |
| 1922  | 2.290           |
| 1923  | 713             |
| Summe | 86.966          |

Andere Quellen geben an, dass 1923 nur 100 Fahrzeuge entstanden.